# Scrupocellaria californica
Scrupocellaria californica är en mossdjursart som beskrevs av Trask 1857. Scrupocellaria californica ingår i släktet Scrupocellaria och familjen Candidae. Inga underarter finns listade i Catalogue of Life.